# A magyar női labdarúgó-válogatott 2012. szeptember 19-i mérkőzése
Előző mérkőzés - Következő mérkőzés

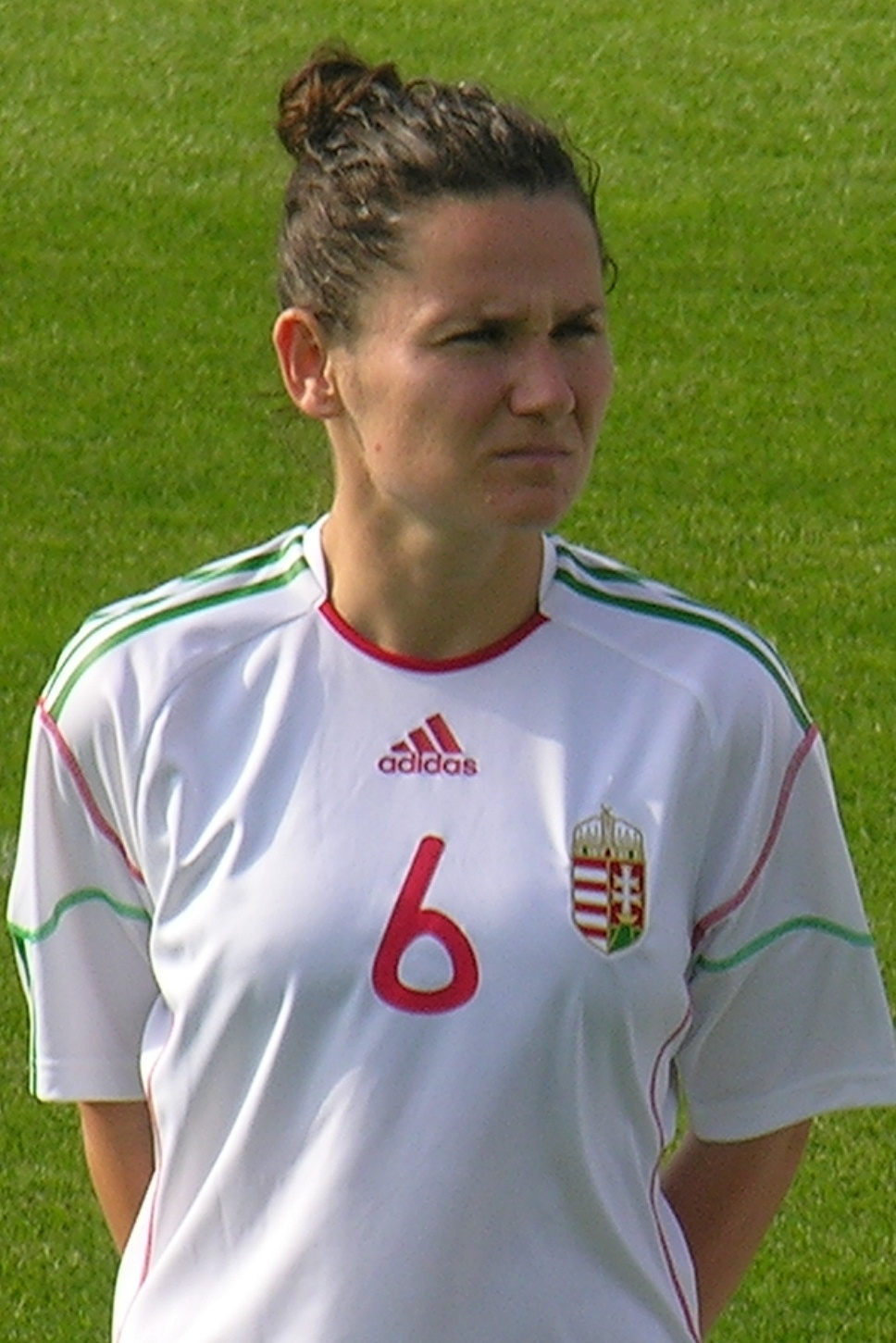
Smuczer Angéla ezen a mérkőzésen volt 75. alkalommal válogatott

A magyar női labdarúgó-válogatott Európa-bajnoki-selejtező mérkőzése Bulgária ellen, 2012. szeptember 19-én. A találkozó 9–0-s magyar győzelemmel zárult.

## Előzmények
| „             | Az idegenbeli négygólos győzelemmel természetesen hazai pályán is elégedett lennék, de a legfontosabb, hogy nyerjük meg a meccset, a gólkülönbség másodlagos. Amennyiben győzni tudunk szerdán, elmondhatjuk, hogy reális eredményt értünk el a sorozatban, hiszen a tőlünk hátrább rangsorolt csapatok ellen pozitív a mérlegünk. | ” |
| – Kiss László | |   |

## Keretek
Kiss László 19 fős keretet hirdetett. Dombai-Nagy Anett sérülés, Szuh Erika eltiltás miatt maradt ki a csapatból. Újra kerettag lett Tóth Gabriella, aki egy térdműtét és egy bokatörés után tért vissza.
| Magyarország      | Magyarország | Magyarország | Magyarország       |
| Név               | Kor          | Vál./Gól     | Klub               |
| ----------------- | ------------ | ------------ | ------------------ |
| Szőcs Réka        | 22 éves      | 33 / 0       | MTK Hungária       |
| Papp Eszter       | 23 éves      | 6 / 0        | Viktória FC        |
| Szeitl Szilvia    | 25 éves      | 38 / 0       | 1. FC Femina       |
| Demeter Réka      | 20 éves      | 19 / 0       | MTK Hungária       |
| Gál Tímea         | 27 éves      | 43 / 0       | MTK Hungária       |
| Tóth II Alexandra | 21 éves      | 25 / 0       | Viktória FC        |
| Tálosi Szabina    | 23 éves      | 35 / 3       | Viktória FC        |
| Szabó Boglárka    | 19 éves      | 14 / 0       | Astra Hungary FC   |
| Csiszár Henrietta | 18 éves      | 9 / 1        | Belvárosi NLC      |
| Smuczer Angéla    | 30 éves      | 74 / 1       | MTK Hungária       |
| Megyeri Boglárka  | 25 éves      | 15 / 1       | Viktória FC        |
| Sipos Lilla       | 20 éves      | 21 / 4       | Viktória FC        |
| Papp Dóra         | 21 éves      | 15 / 1       | MTK Hungária       |
| Rácz Zsófia       | 23 éves      | 35 / 2       | 1. FC Lübars       |
| Tóth Gabriella    | 25 éves      | 37 / 2       | Lokomotive Leipzig |
| Vágó Fanny        | 21 éves      | 39 / 17      | MTK Hungária       |
| Pádár Anita       | 33 éves      | 98 / 31      | MTK Hungária       |
| Zágor Bernadett   | 22 éves      | 20 / 1       | MTK Hungária       |
| Nagy Lilla        | 22 éves      | 1 / 0        | MTK Hungária       |

| Bulgária | Bulgária | Bulgária | Bulgária |
| Név      | Kor      | Vál./Gól | Klub     |
| -------- | -------- | -------- | -------- |

 megjegyzés: Az adatok a mérkőzés napjának megfelelőek!

## Az összeállítások
| 2012. szeptember 19. 15:00 (UTC+0) |

| Magyarország                                                               | 9 – 0   | Bulgária |
| -------------------------------------------------------------------------- | ------- | -------- |
| Vágó 12' (11-esből) 14' 52' 64' Sipos 37' Zágor 46' Rácz 73' 74' Pádár 76' | (3 – 0) |          |

| Sopron Játékvezető: Hilal Tuba Tosun (TUR) |

| Magyarország | Bulgária |

| MAGYARORSZÁG:        |    |                   |     |
|                      |    |                   |     |
| K                    | 1  | Szőcs Réka        |     |
| V                    | 2  | Demeter Réka      |     |
| V                    | 5  | Gál Tímea         |     |
| V                    | 9  | Szeitl Szilvia    |     |
| V                    | 16 | Szabó Boglárka    |     |
| VKP                  | 6  | Smuczer Angéla    |     |
| VKP                  | 3  | Csiszár Henrietta | 75' |
| TKP                  | 13 | Sipos Lilla       |     |
| TKP                  | 15 | Rácz Zsófia       |     |
| TKP                  | 21 | Zágor Bernadett   | 50' |
| CS                   | 10 | Vágó Fanny        | 76' |
| Cserék:              |    |                   |     |
| K                    | 12 | Papp Eszter       |     |
| V                    | 4  | Tóth II Alexandra | 75' |
| KP                   | 7  | Tóth Gabriella    | 50' |
| CS                   | 8  | Pádár Anita       | 76' |
| V                    | 18 | Tálosi Szabina    |     |
| KP                   | 19 | Megyeri Boglárka  |     |
| KP                   | 20 | Papp Dóra         |     |
| Szövetségi kapitány: |    |                   |     |
| Kiss László          |    |                   |     |

| BULGÁRIA:            |  |
|                      |  |
| Szövetségi kapitány: |  |
| Valentin Hakarov     |  |

## A mérkőzés
| „             | Nagyon örülök ennek a nagyszerű eredménynek, egy ilyen győzelem minden edző álma. Azt kértem a lányoktól, hogy örömmel futballozzanak, élvezzék a játékot, mivel ha ők élvezik azt, akkor a közönség is örömét leli majd a mérkőzésben. Jó érzés ilyen sikerrel zárni a selejtezőket, de ebben a pillanatban sem szabad elfelejtenünk azokat a kihívásokat, amelyekkel a magyar női labdarúgás szembenéz jelenleg. | ” |
| – Kiss László | |   |